# Diskpart
Diskpart è un'utility di partizionamento richiamabile dalla linea di comando dei sistemi operativi di casa Microsoft a partire dalla prima versione di Windows NT e Windows 2000.

## Descrizione
Diskpart è un'utility che è andata a rimpiazzare la vecchia fdisk usata dai sistemi operativi basati su MS-DOS e, tra le altre cose, supporta l'uso di script per automatizzare il suo funzionamento.
Ad esempio, con il seguente script, verrà creata una partizione logica di 2 Gb all'inizio dello spazio libero del disco e gli verrà assegnerà la lettera F:
```
create partition logical size=2048
assign letter=F
```

## Consolle Ripristino
Nella consolle di ripristino inclusa in tutti i Windows 2000, Windows XP e Windows Server 2003 il comando diskpart è presente ma è sostanzialmente diverso dalla versione inclusa nel sistema operativo. Le sue funzionalità sono infatti limitate esclusivamente all'aggiungere e rimuovere partizioni. La stessa utility con le stesse limitazioni è presente anche nel Windows Recovery Environment ossia il successore dell'originale consolle di ripristino.